# لورنس ويلسون
لورنس ويلسون (بالإنجليزية: Laurence Wilson)‏ (10 أكتوبر 1986 المملكة المتحدة - ) هو لاعب كرة قدم بريطاني يلعب كمدافع.

## روابط خارجية
- لورنس ويلسون على موقع قاعدة بيانات كرة القدم.إي يو (الإنجليزية)
- لورنس ويلسون على موقع Soccerbase.com (لاعب) (الإنجليزية)